# کابل کتگوری ۵

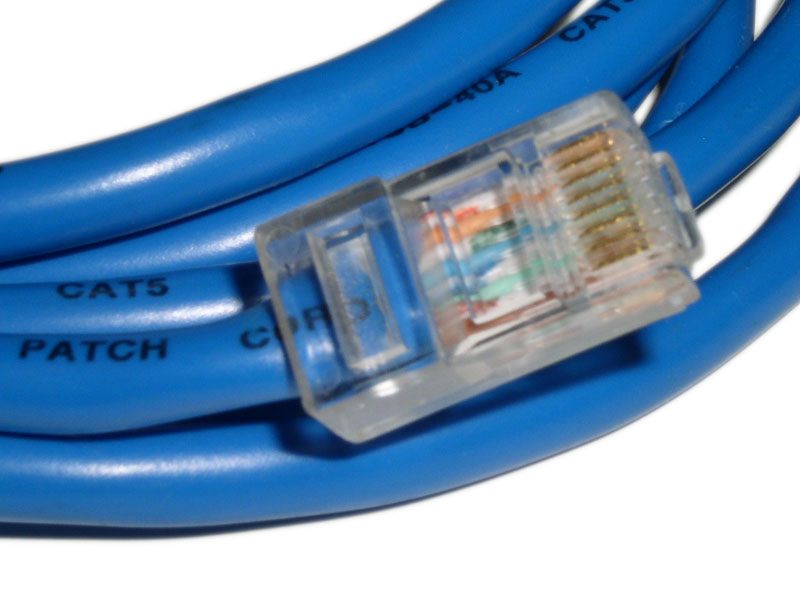
کابل ارتباطی کتگوری ۵ برای سیم‌کشی مطابق T568B

در استانداردهایی مانند TIA/EIA-568 و ISO/IEC 11801 کابل‌ها را از نظر میزان تضعیف به چند دسته تقسیم می‌کنند. این دسته‌های عبارتند از کتگوری ۳، کتگوری ۴ و کتگوری ۵. به کابل‌های کتگوری ۵، کلاس دی یا کت ۵ نیز گفته می‌شود. کابل‌های کتگوری ۵ نسبت به کابل‌های کت ۳ (که تنها تا سرعت ۱۶ مگابیت بر ثانیه استفاده می‌شوند) دارای هم‌شنوی و تضعیف کمتری هستند و می‌توان از آن‌ها در اترنت‌های پرسرعت (100BASE-TX) استفاده کرد. نسخهٔ ارتقا یافتهٔ این نوع کابل با نام CAT 5e در بازار موجود است که مشخصات در پیوست استاندارد ANSI/TIA/EIA-568-A ذکر شده است و می‌توان از آن یا کابل کتگوری ۶ برای شبکه‌های اترنت پرسرعتی که پیش‌بینی می‌شود در آینده به گیگابیت‌اترنت ارتقا یابند استفاده کرد. کابل‌های CAT 5 را (بر خلاف CAT 5e) نمی‌توان برای شبکه‌های اترنت گیگابیتی استفاده کرد.
کابل‌های کتگوری ۵ دارای ۴ جفت سیم هستند با این وجود بیشتر اوقات تنها دو جفت از آن‌ها استفاده می‌شود تا نویز کاهش یابد. بر طبق استانداردها، زوج‌های به‌هم‌تابیده در کابل‌های این رده باید دست کم ۸ پیچ‌خوردگی در هر فوت داشته باشند. چنین کابل‌هایی می‌توانند به سرعت‌هایی تا ۱۰۰ مگابیت بر ثانیه یا بیشتر دست یابند. کابل‌های ارتقایافتهٔ این رده سرعتی تا ۲۰۰ مگابیت بر ثانیه و برخی از انواعشان تا ۱۲ پیچ‌خوردگی در هر فوت دارند و قیمتشان بیشتر است.
کابل‌های کتگوری ۴ که هم‌اکنون کنار گذاشته شده‌اند در فرکانس‌های نزدیک به ۲۰ مگاهرتز عمل می‌کنند اما قیمتشان تقریباً‌ با کابل‌های کتگوری ۵ برابر، اما سرعتشان یک‌پنجم آن‌هاست.
| فرکانس (هرتز) | تضعیف (دسی‌بل) | تضعیف (دسی‌بل) | تضعیف (دسی‌بل) | تضعیف (دسی‌بل) | تضعیف (دسی‌بل) | تضعیف (دسی‌بل) |
| ------------- | ------------- | ------------- | ------------- | ------------- | ------------- | ------------- |
| فرکانس (هرتز) | کت ۳          | کت ۳          | کت ۴          | کت ۴          | کت ۵          | کت ۵          |
| فرکانس (هرتز) | ۱۰۰ متر       | ۳۰۵ متر       | ۱۰۰ متر       | ۳۰۵ متر       | ۱۰۰ متر       | ۳۰۵ متر       |
| 0.772         | 2.2           | 6.8           | 1.9           | 5.7           | 1.8           | 5.5           |
| 1.00          | 2.6           | 7.8           | 2.2           | 6.5           | 2.0           | 6.3           |
| 4.00          | 5.6           | 17            | 4.3           | 13            | 4.1           | 13            |
| 10.00         | 9.7           | 30            | 6.9           | 22            | 6.5           | 20            |
| 16.00         | 13.1          | 40            | 8.9           | 27            | 8.2           | 25            |
| 20.00         |               |               | 10.0          | 31            | 9.3           | 28            |
| 31.25         |               |               |               |               | 11.7          | 36            |
| 62.50         |               |               |               |               | 17.0          | 52            |
| 100           |               |               |               |               | 22.0          | 67            |

## واژه‌نامه
1. ↑  patch cable
2. ↑  class D calbe
3. ↑  CAT 5